# PQ-14 (航空機)
PQ-14
- 用途：ターゲット・ドローン
- 設計者：アルバート・ムーニー
- 製造者：カルヴァー・エアクラフト
- 運用者

  - アメリカ陸軍航空隊
  - アメリカ海軍
  - アメリカ陸軍航空軍
  - アメリカ空軍
- 生産数：2,043機
- 運用開始：1942年
- 退役：1950年

PQ-14は、1940年にアメリカ陸軍航空隊が要求した対空砲兵員の訓練に使用する無線操縦ターゲット・ドローンである。標的機として使用された最初の一連の機体はカルヴァー カデットの軍用無人標的機型PQ-8を改造したもので、これが後に第二次世界大戦とそれ以降に使用されたPQ-14シリーズに繋がった。

## 設計と開発
カルヴァー・エアクラフト社は陸軍がPQ-8として購入した民間向けのカデット LFAの改造機を提案した。PQ-8の成功は"NRD"の開発へと進み、1機のPQ-8が新しい構成へと改装されてアメリカ陸軍航空軍（USAAF）によりXPQ-14として試験にかけられた。PQ-8よりも大型化して高速となったPQ-14も引き込み式降着装置を持ち、胴体、主翼、機体尾部が合板製応力外皮の機体であった。
この試作機の後に実用試験機のYPQ-14Aが続き、合計で1,348機の量産型PQ-14Aが生産された。量産型の内1,198機はアメリカ海軍に移譲されてTD2C-1と命名されたが、「ターキー」（Turkey、七面鳥）という明らかに冴えないあだ名をつけられた。
多少重量の重い派生型のYPQ-14Bは、PQ-14Bへ移行されるまでに合計25機が生産され、合計594機のPQ-14BがUSAAFで標的機として就役した。1機のPQ-14BがエンジンをO-300-9に換装されてXPQ-14Cとなった。第二次世界大戦後にカルヴァー社は自社のカルヴァー モデルV小型機を基にしたXPQ-15を開発したが、1946年に同社が破産するまでに僅か4機が納入されただけであった。

## 運用の歴史

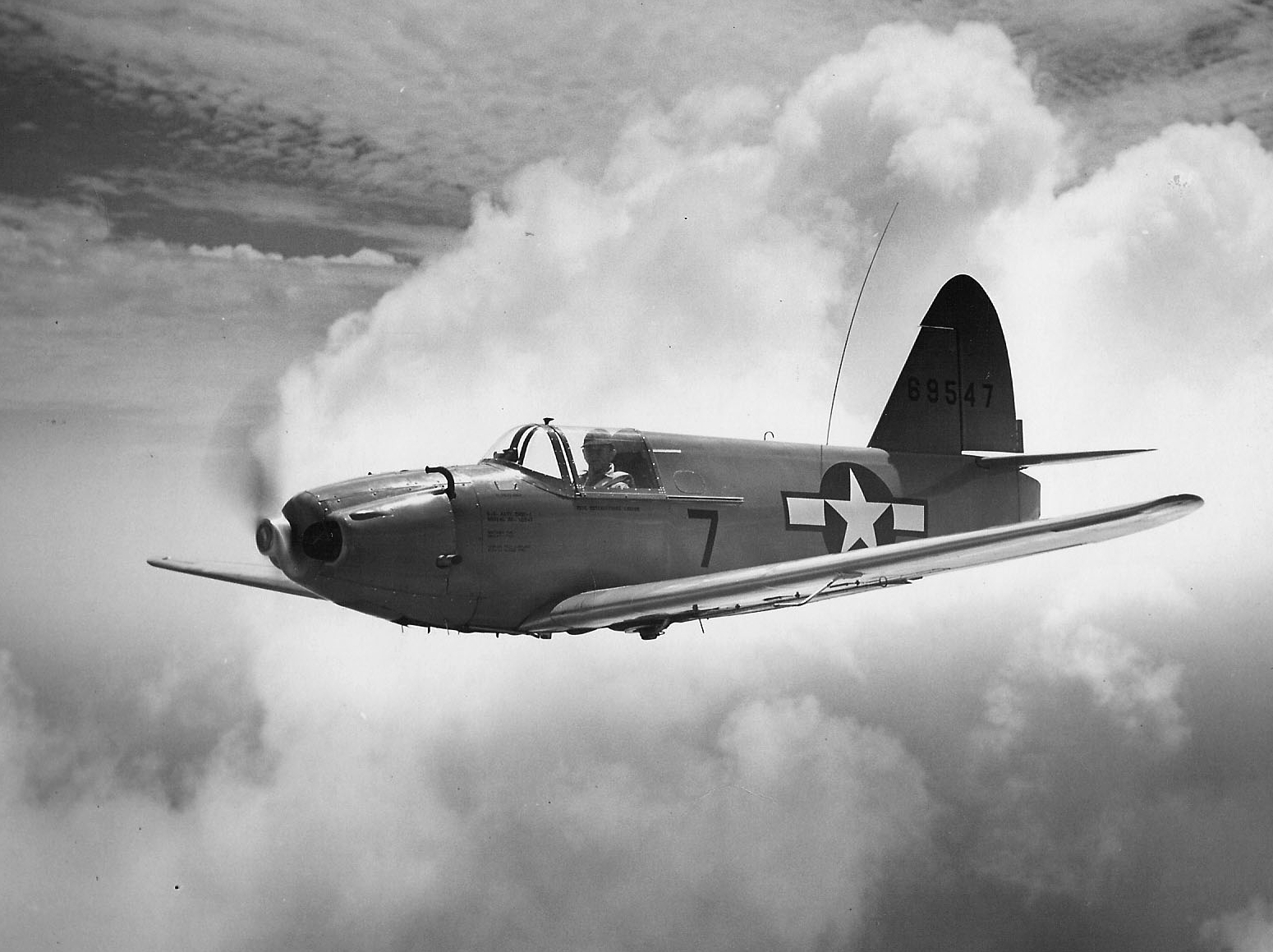
アメリカ海軍のTD2C-1（1945年頃）

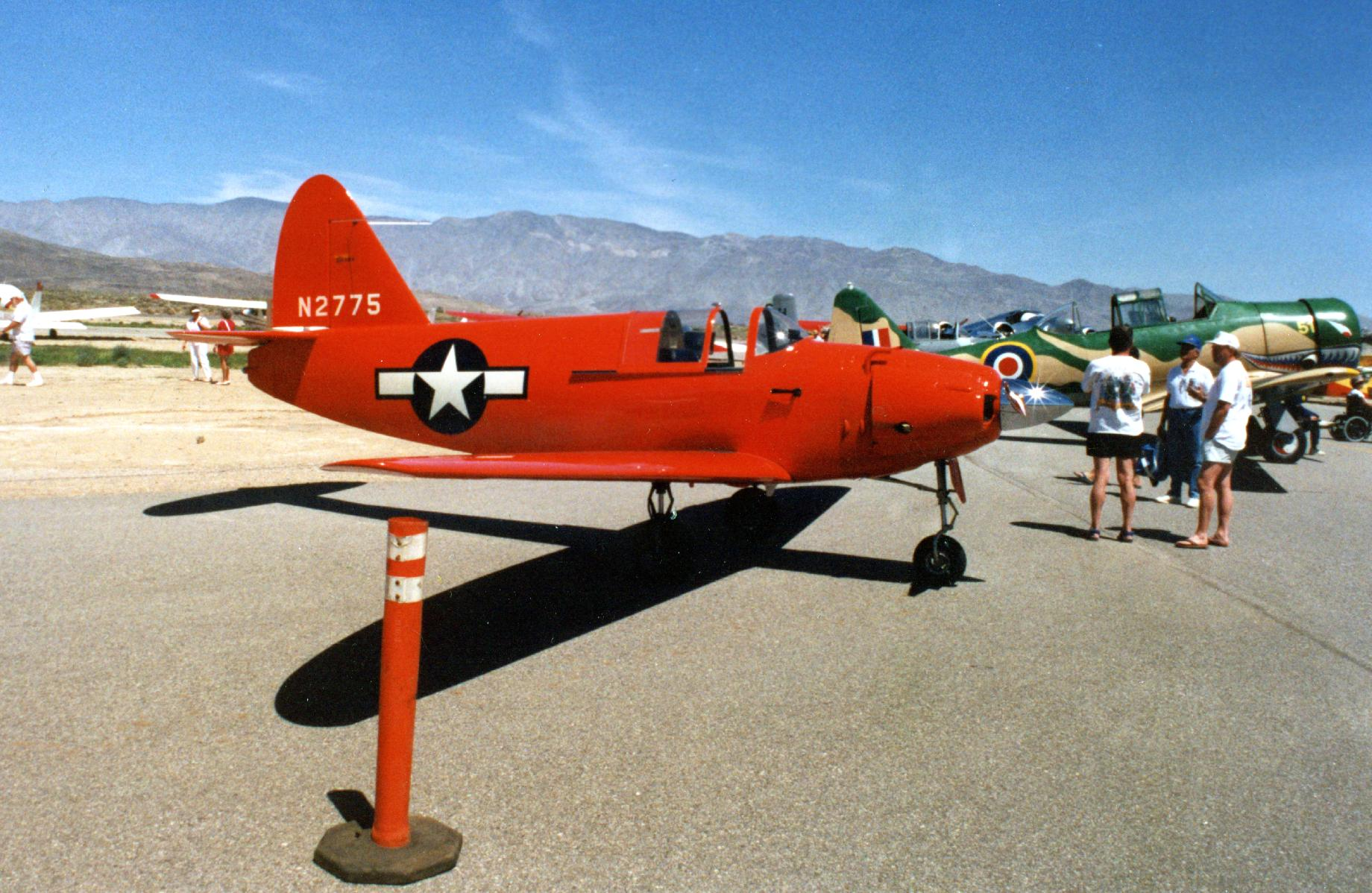
カリフォルニア州、ボレゴスプリングス空港に置かれた払い下げのPQ-14。1991年4月6日の撮影。

XPQ-14は1942年に初飛行を行い、間もなく訓練部隊に領収され始められるようになった。この機体は無人で無線操縦により飛行させられたが、フェリー飛行時には基本的な操縦用計器盤を装着されて、パラシュートを座席としたパイロットの手で飛行された。素直で容易な操縦性向を持つこの機体は朱色という標的用の塗装がされていたが、実運用上は銀色か赤色に塗装された。パイロットが搭乗しない場合はビーチ C-45等の「母機」から操縦された。機体寿命は短かったが本機は良く働き、そのフランクリン製エンジンは「トラブル・フリー」という評価を得た。
カルヴァー社製標的機のほとんどは陸軍の対空機銃手により「空中で撃墜」されたが、1ダースかそれ以上の機体が生き残り、1950年以降に軍需放出品として売却された。娯楽用の航空機として使用されるようになると新しい所有者はこの機体の活発な飛行特性に気付いた。

## 現存する機体
カリフォルニア州チノのプレーンズ・オブ・フェイム航空博物館には飛行可能な状態で1機が保管され、別の1機が国立アメリカ空軍博物館に収蔵されている。1970年代に航空ショーで飛行していたN5526Aは耐空証明を有して飛行した最後の機体であり、アイオワ州ブレイクスバーグにある（Airpower Museum）に展示されている。

## 要目 (Culver PQ-14A)
出典: 
諸元
- 全長: 5.94 m （19 ft 6 in）
- 全高: 2.55 m （8 ft 4.5 in）
- 翼幅: 9.14 m（30 ft）
- 運用時重量: 830 kg （1,830 lb）
- 動力: フランクリン 6ACT-298-35 空冷 水平対向6気筒エンジン、97 kW （150 hp）   × 1

性能
- 最大速度: 300 km/h （185 mph）
- 巡航速度: 241 km/h （150 mph）
- 航続距離: 823 km （512 mi）
- 実用上昇限度: 5,184 m （17,000 ft）